# Philodromus marusiki
Philodromus marusiki es una especie de araña cangrejo del género Philodromus, familia Philodromidae. Fue descrita científicamente por Logunov en 1997.

## Distribución
Esta especie se encuentra en Rusia (oeste y sur de Siberia) y Mongolia.